# Julius Maddox
Julius Maddox (nacido el 13 de mayo de 1987) es un levantador de pesas estadounidense que posee el récord mundial en press de banca.

## Registros
El 31 de agosto de 2019, Julius Maddox logró levantar 335,5 kilogramos (739,7 lb) en press de banca con muñequeras y sin cinturón, superando las 335 kilogramos (738,5 lb) récord de Kirill Sarychev.
El 17 de noviembre de 2019, Maddox logró alcanzar los 337,5 kilogramos (744,1 lb) con muñequeras y sin cinturón, batiendo su propio récord mundial.
En marzo de 2020, Maddox estableció el récord mundial de press de banca en 349,3 kilogramos (770 lb)  en el Arnold Sports Classic en Columbus, Ohio, superando su propio récord anterior de 337,5 kilogramos (744,1 lb) que estableció en el encuentro Rob Hall Classic en noviembre de 2019.
En las competiciones recientes, Julius se ha asentado en las categorías de entre 440 libras (199,6 kg) y las 460 libras (208,7 kg) de peso corporal.
El 21 de febrero de 2021, Julius rompió otro récord mundial de todos los tiempos con 355 kg (782 lb) en una Ghost Strong meet en Miami, Florida.

### Levantamientos Fuera de Competición
En febrero de 2020, Maddox alcanzó los 347 kilogramos (765 lb) en el gimnasio, compartiéndolo en una publicación en Instagram. En enero de 2021, Maddox hizo banca con 349,7 kilogramos (771 lb) en el gimnasio, rompiendo extraoficialmente su propio récord mundial en 1 libra (0,5 kg) . El 10 de mayo de 2022, Maddox sacó los 360,6 kg (795 lb) en banca durante una sesión de entrenamiento.
Maddox también posee múltiples récords no oficiales haciendo repeticiones en press de banca, incluidos 317,5 kilogramos (700 lb) con 3 repeticiones, y 290,3 kilogramos (640 lb) para 7 repeticiones.

## Vida personal
Maddox nació y creció en Owensboro, KY, donde todavía vive con su esposa Heaven y sus cuatro hijos. En la escuela secundaria, a Julius le ofrecieron varias becas para jugar a fútbol americano por varios universidades importantes de la División 1, pero tuvo problemas de adicción a las drogas, depresión y pena de cárcel. Debido a esto, Maddox finalmente tuvo que elegir entre dos sentencias de prisión de cinco años o ingresar a un programa de desintoxicación. Maddox ingresó al programa, donde encontró unas pesas y ahí comenzó su afición por el levantamiento de pesas.
Maddox había estado haciendo levantamiento de pesas durante siete años cuando estableció el récord mundial de press de banca. Maddox le está agradecido al levantamiento de pesas por ayudarlo a superar sus adicciones y problemas.
Maddox ha afirmado que una de sus inspiraciones personales es CT Fletcher.
Su objetivo actual es hacer press de banca con 800 libras. (363 kilos) 